# Affection de longue durée au travail en France
 (janvier 2019).
- Si vous ne connaissez pas le sujet, laissez ce bandeau (vous pouvez alors contacter les auteurs).
- Si vous supprimez le contenu mis en cause (vous pouvez préalablement contacter les auteurs),

argumentez précisément cette suppression dans la page de discussion
(un manque de référence n'est pas un argument ; une recherche réelle de référence doit avoir été effectuée, être formellement documentée).
 (janvier 2019).
Si vous disposez d'ouvrages ou d'articles de référence ou si vous connaissez des sites web de qualité traitant du thème abordé ici, merci de compléter l'article en donnant les références utiles à sa vérifiabilité et en les liant à la section « Notes et références ».
Une affection de longue durée se définit comme une maladie nécessitant un « traitement prolongé et une thérapeutique particulièrement coûteuse ». 
Une ALD implique des soins continus (et/ou un arrêt de travail) de plus de six mois et des dispositions médico-administratives particulières. En effet, prévue à l’article L. 160-14 3° du Code de la sécurité sociale (France), la participation des assurés peut être limitée ou supprimée pour les actes et prestations nécessités par le traitement.
Un Décret en France établit, après avis de la Haute Autorité de la Santé, une liste des 30 affections pouvant bénéficier d’une prise en charge médicale et financière particulières. Des décrets précisent également les critères médicaux d’admission en vigueur pour chaque affection. 
A titre d’exemple, les décrets no 2011-74-75-77 du 19 janvier 2011 et no 2011-726 du 24 juin 2011 prévoient que l'ALD no 14 relative à une « insuffisance respiratoire chronique grave secondaire à un asthme » répond à des critères de sévérité clinique avant traitement de fond et à des critères thérapeutiques.
On distingue l’ALD simple aussi appelée non exonérante et l’ALD exonérante qui correspond à celle pour laquelle le malade voit tous les soins nécessaires à cette affection pris en charge à 100 %. Les ALD non exonérantes permettent la prise en charge à 65 % des frais de déplacement en rapport avec l’ALD et des frais de transport et frais de séjour liés aux cures thermales
La pathologie du patient atteint d’une ALD peut faire l’objet d’une reconnaissance de la qualité de travailleur handicapé.   
L'article 11 de l’accord national du 12 décembre 2013 relatif à l'emploi des personnes en situation de handicap précise que « la démarche tendant à la reconnaissance du handicap est une démarche personnelle qui relève du seul choix du salarié. » 
Cette démarche est cependant indispensable pour que le salarié, susceptible d’être reconnu travailleur handicapé, bénéficie des mesures d’accompagnement adaptées à sa situation professionnelle et personnelle », telles que l’aménagement du poste de travail.   
En effet, les personnes atteintes qui sont capables de travailler peuvent présenter des difficultés à exercer certains types d’activités professionnelles en raison de leur ALD. Pour compenser leurs difficultés, des aménagements du poste de travail peuvent être prévus.  